# Manfred Mann/Diskografie
Diese Diskografie ist eine Übersicht über die musikalischen Werke des aus Südafrika stammenden Musikers Manfred Mann und seiner verschiedenen Bandprojekte wie der Manfred Mann’s Earth Band oder das selbstbetitelte Manfred Mann. Die erfolgreichste Veröffentlichung ist das Album The Roaring Silence. Besonders erfolgreich sind auch die Remakes der von Bruce Springsteen geschriebenen Songs Blinded by the Light (mit Michael Mind) und For You (mit den Disco Boys), Mighty Quinn aus der Feder von Bob Dylan sowie Davy’s on the road again von Robbie Robertson.

## Alben

### Studioalben
| Jahr                           | Titel Musiklabel Katalog-Nr.                                                      | Höchstplatzierung, Gesamtwochen/‑monate, AuszeichnungChartplatzierungen (Jahr, Titel, Musiklabel Katalog-Nr., Platzierungen, Wochen/Monate, Auszeichnungen, Anmerkungen) | Höchstplatzierung, Gesamtwochen/‑monate, AuszeichnungChartplatzierungen (Jahr, Titel, Musiklabel Katalog-Nr., Platzierungen, Wochen/Monate, Auszeichnungen, Anmerkungen) | Höchstplatzierung, Gesamtwochen/‑monate, AuszeichnungChartplatzierungen (Jahr, Titel, Musiklabel Katalog-Nr., Platzierungen, Wochen/Monate, Auszeichnungen, Anmerkungen) | Höchstplatzierung, Gesamtwochen/‑monate, AuszeichnungChartplatzierungen (Jahr, Titel, Musiklabel Katalog-Nr., Platzierungen, Wochen/Monate, Auszeichnungen, Anmerkungen) | Höchstplatzierung, Gesamtwochen/‑monate, AuszeichnungChartplatzierungen (Jahr, Titel, Musiklabel Katalog-Nr., Platzierungen, Wochen/Monate, Auszeichnungen, Anmerkungen) | Anmerkungen |
| Jahr                           | Titel Musiklabel Katalog-Nr.                                                      | DE | AT | CH | UK | US | Anmerkungen |
| ------------------------------ | --------------------------------------------------------------------------------- | --- | --- | --- | --- | --- | --- |
| als Manfred Mann               |                                                                                   | | | | | | |
|                                |                                                                                   | | | | | | |
| 1964                           | The Five Faces of Manfred Mann HMV / Ascot                                        | — | — | — | UK3 (24 Wo.)UK | US141 (4 Wo.)US | Erstveröffentlichung: 11. September 1964 Format: LP, CD |
| 1964                           | The Manfred Mann Album Ascot                                                      | — | — | — | — | US35 (18 Wo.)US | Erstveröffentlichung: 17. September 1964 Format: LP |
| 1965                           | My Little Red Book of Winners! Ascot                                              | — | — | — | — | — | Erstveröffentlichung: Juli 1965 Format: LP |
| 1965                           | Mann Made HMV / Ascot                                                             | — | — | — | UK7 (11 Wo.)UK | — | Erstveröffentlichung: 15. Oktober 1965 Format: LP, CD |
| 1966                           | Pretty Flamingo United Artists Records                                            | — | — | — | — | — | Erstveröffentlichung: 19. Juli 1966 Format: LP |
| 1966                           | As Is Fontana                                                                     | — | — | — | UK22 (4 Wo.)UK | — | Erstveröffentlichung: 21. Oktober 1966 Format: LP, CD |
| 1968                           | The Mighty Quinn Mercury                                                          | — | — | — | — | US176 (5 Wo.)US | Erstveröffentlichung: 6. Mai 1968 Format: LP, CD |
| 1968                           | Mighty Garvey! Fontana                                                            | — | — | — | — | — | Erstveröffentlichung: 28. Juni 1968 Format: LP, CD |
| als Manfred Mann Chapter Three |                                                                                   | | | | | | |
|                                |                                                                                   | | | | | | |
| 1969                           | Manfred Mann Chapter Three Vertigo VO 3 847 902 VTY                               | — | — | — | — | — | Erstveröffentlichung: 7. November 1969 Format: LP, MC, CD |
| 1970                           | Manfred Mann Chapter Three, Volume Two Vertigo 6360 012                           | — | — | — | — | — | Erstveröffentlichung: 23. Oktober 1970 Format: LP, CD |
| als Manfred Mann’s Earth Band  |                                                                                   | | | | | | |
|                                |                                                                                   | | | | | | |
| 1972                           | Manfred Mann’s Earth Band * USA: Polydor PD 5015 / * UK & Europa: Philips 6308086 | — | — | — | — | US138 (6 Wo.)US | Erstveröffentlichung: * USA: 24. Januar 1972 * UK & Europa: 18. Februar 1972 Format: LP, CD                                                                        |
| 1972                           | Glorified Magnified Philips 6308125                                               | — | — | — | — | — | Erstveröffentlichung: 29. September 1972 Format: LP, CD |
| 1973                           | Messin’ / Get Your Rocks Off (nur US) Vertigo 6360 087                            | — | — | — | — | US196 (2 Wo.)US | Erstveröffentlichung: 15. Juni 1973 Format: LP, CD [US-Fassung nur LP Polydor PD 5050]                                                                             |
| 1973                           | Solar Fire Bronze ILPS 9265                                                       | — | — | — | UK— SilberUK | US96 (15 Wo.)US | Erstveröffentlichung: 30. November 1973 Format: LP, CD |
| 1974                           | The Good Earth Bronze ILPS 9306                                                   | — | — | — | — | US157 (3 Wo.)US | Erstveröffentlichung: 11. Oktober 1974 Format: LP, CD |
| 1975                           | Nightingales & Bombers Bronze ILPS 9337                                           | DE49 (1 Mt.)DE | — | — | — | US120 (10 Wo.)US | Erstveröffentlichung: 22. August 1975 Format: LP, CD |
| 1976                           | The Roaring Silence Bronze ILPS 9357                                              | DE26 (4½ Mt.)DE | AT10 (1 Mt.)AT | — | UK10 Silber · (9 Wo.)UK | US10 Gold · (37 Wo.)US | Erstveröffentlichung: 27. August 1976 Format: LP, CD |
| 1978                           | Watch Bronze BRON 507                                                             | DE3 Platin · (20 Mt.)DE | AT14 (4 Mt.)AT | — | UK33 (6 Wo.)UK | US83 (6 Wo.)US | Erstveröffentlichung: 24. Februar 1978 Format: LP, CD |
| 1979                           | Angel Station Bronze BRON 516                                                     | DE4 Gold · (57 Wo.)DE | AT6 (7 Mt.)AT | — | UK30 (8 Wo.)UK | US144 (13 Wo.)US | Erstveröffentlichung: 9. März 1979 Format: LP, CD |
| 1980                           | Chance Bronze BRON 529                                                            | DE11 (41 Wo.)DE | AT12 (2½ Mt.)AT | — | — | US87 (16 Wo.)US | Erstveröffentlichung: 10. Oktober 1980 Format: LP, CD |
| 1982                           | Somewhere in Afrika Bronze ML 4645 / BRON 543                                     | DE8 (16 Wo.)DE | — | — | UK87 (1 Wo.)UK | US40 (21 Wo.)US | Erstveröffentlichung: 15. November 1982 Format: LP, CD |
| 1986                           | Criminal Tango Virgin                                                             | DE17 (16 Wo.)DE | AT26 (½ Mt.)AT | CH5 (11 Wo.)CH | — | — | Erstveröffentlichung: 7. März 1986 mit Chris Thompson Format: LP, CD                                                                                               |
| 1987                           | Masque Virgin DIX 69                                                              | DE44 (4 Wo.)DE | — | — | — | — | Erstveröffentlichung: 16. Oktober 1987 Format: LP, CD: DIXCD 69 |
| als Manfred Mann’s Plain Music |                                                                                   | | | | | | |
|                                |                                                                                   | | | | | | |
| 1991                           | Plains Music Intuition                                                            | — | — | — | — | — | Erstveröffentlichung: 17. August 1991 Format: LP: INT 3062 1, MC: INT 3062 4, CD: INT 3062 2                                                                       |
| 1992                           | Plain Talking – Manfred Mann In Conversation with Andy Taylor Cohesion MM INT 1   | — | — | — | — | — | Erstveröffentlichung: 9. Oktober 1992 Interview-CD inkl. Joybringer und The Runner – nur in MM Box Set 1 erschienen Format: CD                                     |
| als Manfred Mann’s Earth Band  |                                                                                   | | | | | | |
|                                |                                                                                   | | | | | | |
| 1992                           | Manfred Mann’s Earth Band Box Set Cohesion                                        | — | — | — | — | — | Erstveröffentlichung: 9. Oktober 1992 Komplett-Veröffentlichung in Holz-Box inkl. Bonus-CD Plain Talking Format: 13-CD-Boxset: MM BOX SET 1                        |
| 1996                           | Soft Vengeance Grapevine GRACD213                                                 | DE65 (5 Wo.)DE | — | — | — | — | Erstveröffentlichung: 17. April 1996 Format: MC, CD |
| als Manfred Mann ’06           |                                                                                   | | | | | | |
|                                |                                                                                   | | | | | | |
| 2004                           | 2006 Edel 0157912ERE                                                              | — | — | — | — | — | Erstveröffentlichung: 14. Oktober 2004 Format: LP, CD |
| als Manfred Mann’s Earth Band  |                                                                                   | | | | | | |
|                                |                                                                                   | | | | | | |
| 2005                           | Odds & Sods – Mis-takes & Out-takes Creature MMBOOK1                              | — | — | — | — | — | Erstveröffentlichung: 28. Juli 2005 Format: 4 CD-Box Inhalt:zum größten Teil bisher unveröffentlichtes Material; auch aus Chapter Three Zeiten                     |
| 2011                           | 40th Anniversary Creature                                                         | — | — | — | — | — | Erstveröffentlichung: 2. Dezember 2011 Komplett-Veröffentlichung inkl. Bonus-CDs Leftovers, Encore & More und Live in Ersingen 2011 Format: 19-CD-Boxset: MMEBBOX1 |
| als Manfred Mann               |                                                                                   | | | | | | |
|                                |                                                                                   | | | | | | |
| 2014                           | Lone Arranger Creature MANNLP22                                                   | — | — | — | — | — | Erstveröffentlichung: 17. Oktober 2014 Format: LP, CD: MMCD 22, Deluxe Edition CD: MMCD22X                                                                         |

grau schraffiert: keine Chartdaten aus diesem Jahr verfügbar

### Livealben
| Jahr                          | Titel Musiklabel Katalog-Nr.                                                                      | Höchstplatzierung, Gesamtwochen, AuszeichnungChartplatzierungen (Jahr, Titel, Musiklabel Katalog-Nr., Platzierungen, Wochen, Auszeichnungen, Anmerkungen) | Höchstplatzierung, Gesamtwochen, AuszeichnungChartplatzierungen (Jahr, Titel, Musiklabel Katalog-Nr., Platzierungen, Wochen, Auszeichnungen, Anmerkungen) | Höchstplatzierung, Gesamtwochen, AuszeichnungChartplatzierungen (Jahr, Titel, Musiklabel Katalog-Nr., Platzierungen, Wochen, Auszeichnungen, Anmerkungen) | Höchstplatzierung, Gesamtwochen, AuszeichnungChartplatzierungen (Jahr, Titel, Musiklabel Katalog-Nr., Platzierungen, Wochen, Auszeichnungen, Anmerkungen) | Höchstplatzierung, Gesamtwochen, AuszeichnungChartplatzierungen (Jahr, Titel, Musiklabel Katalog-Nr., Platzierungen, Wochen, Auszeichnungen, Anmerkungen) | Anmerkungen                                                                                           |
| Jahr                          | Titel Musiklabel Katalog-Nr.                                                                      | DE | AT | CH | UK | US | Anmerkungen                                                                                           |
| ----------------------------- | ------------------------------------------------------------------------------------------------- | --- | --- | --- | --- | --- | --- |
| als Manfred Mann’s Earth Band |                                                                                                   | | | | | | |
|                               |                                                                                                   | | | | | | |
| 1984                          | Budapest Live Bronze                                                                              | DE34 (12 Wo.)DE | — | CH23 (1 Wo.)CH | — | — | Erstveröffentlichung: 17. Februar 1984 Format: LP (BRON550), MC (BRONC550), CD, Video, DVD (MANNDVD3) |
| 1990                          | Quinn The Escimo (Live At Paris Theatre, London 1975) Oh Boy 1-9044                               | — | — | — | — | — | Erstveröffentlichung: 1990 Format: CD                                                                 |
| 1991                          | Live in Stockholm 1974 (Super Golden Radio Shows No 15) SGRS Records SGRS 015                     | — | — | — | — | — | Erstveröffentlichung: 1991 Format: CD                                                                 |
| 1998                          | Mann Alive Virgin 7243 8 46083 2 3                                                                | — | — | — | — | — | Erstveröffentlichung: 19. Mai 1998 Format: 2 CD                                                       |
| 2001                          | Wired NMC / Burning Airlines (PILOT91)                                                            | — | — | — | — | — | Erstveröffentlichung: 2001 Format: CD                                                                 |
| 2001                          | On The Road Brilliant BT 33085                                                                    | — | — | — | — | — | Erstveröffentlichung: 2001 Format: CD Inhalt identisch mit Wired                                      |
| 2006                          | Alive In America Renaissance Records RMED-00720 / RMED-0720                                       | — | — | — | — | — | Erstveröffentlichung: 2006 Format: CD Inhalt identisch mit Wired                                      |
| 2007                          | Live In America – Concert Classics The Store For Music / Renaissance Entertainment Group SFMCD043 | — | — | — | — | — | Erstveröffentlichung: 2007 Format: CD Inhalt identisch mit Wired                                      |
| 2009                          | Live in USA Euro Trend CD 153.072                                                                 | — | — | — | — | — | Erstveröffentlichung: 9. Februar 2009 Format: CD Inhalt identisch mit Wired                           |
| 2009                          | Bootleg Archives: Volumes 1–5 Creature MMARCHIVE1                                                 | — | — | — | — | — | Erstveröffentlichung: 17. Oktober 2009 Format: CD                                                     |
| 2011                          | Live in Ersingen 2011 Creature MMCD21                                                             | — | — | — | — | — | Erstveröffentlichung: Dezember 2011 nur im 40th Anniversary Box Set erhältlich Format: CD             |
| 2013                          | In Concert 1971-1973 On The Air AIR 14                                                            | — | — | — | — | — | Erstveröffentlichung: 2013 Format: CD                                                                 |
| 2017                          | Bootleg Archives: Volumes 6–10 Creature MMARCHIVE2                                                | — | — | — | — | — | Erstveröffentlichung: 6. Januar 2017 Format: CD                                                       |
| 2019                          | Radio Days Vol 4 (Live At The BBC 70-73) East Central One Limited RADCD4                          | — | — | — | — | — | Erstveröffentlichung: 10. Mai 2019 Format: LP, CD                                                     |

### Kompilationen
| Jahr                          | Titel Musiklabel Katalog-Nr.                                                                                 | Höchstplatzierung, Gesamtwochen, AuszeichnungChartplatzierungen (Jahr, Titel, Musiklabel Katalog-Nr., Platzierungen, Wochen, Auszeichnungen, Anmerkungen) | Höchstplatzierung, Gesamtwochen, AuszeichnungChartplatzierungen (Jahr, Titel, Musiklabel Katalog-Nr., Platzierungen, Wochen, Auszeichnungen, Anmerkungen) | Höchstplatzierung, Gesamtwochen, AuszeichnungChartplatzierungen (Jahr, Titel, Musiklabel Katalog-Nr., Platzierungen, Wochen, Auszeichnungen, Anmerkungen) | Höchstplatzierung, Gesamtwochen, AuszeichnungChartplatzierungen (Jahr, Titel, Musiklabel Katalog-Nr., Platzierungen, Wochen, Auszeichnungen, Anmerkungen) | Höchstplatzierung, Gesamtwochen, AuszeichnungChartplatzierungen (Jahr, Titel, Musiklabel Katalog-Nr., Platzierungen, Wochen, Auszeichnungen, Anmerkungen) | Anmerkungen                                                        |
| Jahr                          | Titel Musiklabel Katalog-Nr.                                                                                 | DE | AT | CH | UK | US | Anmerkungen                                                        |
| ----------------------------- | --- | --- | --- | --- | --- | --- | ------------------------------------------------------------------ |
| als Manfred Mann              | | | | | | |                                                                    |
|                               | | | | | | |                                                                    |
| 1966                          | Mann Made Hits LP: HMV CLP 3559 / CD: EMI 252 682-2                                                          | — | — | — | UK11 (18 Wo.)UK | — | Erstveröffentlichung: 9. September 1966 Format: LP, CD             |
| 1966                          | Greatest Hits UA UAS 6551                                                                                    | — | — | — | UK— SilberUK | — | Erstveröffentlichung: 13. Oktober 1966 Format: LP                  |
| 1967                          | Soul of Mann EMI 498935-2                                                                                    | — | — | — | UK40 (1 Wo.)UK | — | Erstveröffentlichung: 13. Januar 1967 Format: LP, CD               |
| 1967                          | One Way Fontana 858 037 FPY                                                                                  | — | — | — | — | — | Erstveröffentlichung: 1967 Format: LP                              |
| 1967                          | Manfred Mann HMV Schweden SGLP 533                                                                           | — | — | — | — | — | Erstveröffentlichung: 1967 Format: LP                              |
| 1970                          | This Is … Manfred Mann Philips 6382 020                                                                      | — | — | — | — | — | Erstveröffentlichung: 1970 Format: LP                              |
| 1972                          | The Greatest Music For Pleasure MFP 5269                                                                     | — | — | — | — | — | Erstveröffentlichung: 1972 Format: LP                              |
| 1974                          | The Best Of Manfred Mann Janus Records JLS 3064                                                              | — | — | — | — | — | Erstveröffentlichung: 1974 Format: LP                              |
| 1974                          | Attention! Fontana 6438 063                                                                                  | — | — | — | — | — | Erstveröffentlichung: 1974 Format: LP                              |
| 1975                          | Attention! Vol. 2 Fontana 6438 079                                                                           | — | — | — | — | — | Erstveröffentlichung: 1975 Format: LP                              |
| 1976                          | Mannerisms Philips SON 016                                                                                   | — | — | — | — | — | Erstveröffentlichung: 1976 Format: LP, MC, CD                      |
| 1979                          | Semi-Detached Suburban (20 Great Hits of the Sixties) EMI EMITV 19                                           | — | — | — | UK9 Gold · (14 Wo.)UK | — | Erstveröffentlichung: September 1979 Format: LP                    |
| 1986                          | The Singles Album (CD: The Singles Plus) EMI CDP 7 46603 2                                                   | — | — | — | — | — | Erstveröffentlichung: 1986 Format: CD                              |
| 1989                          | First Hits Carnaby CD 552002                                                                                 | — | — | — | — | — | Erstveröffentlichung: 1989 Format: CD                              |
| 1989                          | The E.P. Collection See For Miles Records SEE CD 252                                                         | — | — | — | — | — | Erstveröffentlichung: 1989 Format: CD                              |
| 1993                          | Ages of Mann (22 Classic Hits of the 60’s) PolyGram TV 514 326-2                                             | — | — | — | UK23 (4 Wo.)UK | — | Erstveröffentlichung: 15. Januar 1993 Format: CD                   |
| 1993                          | The Best of the EMI Years EMI 7 89490 2                                                                      | — | — | — | — | — | Erstveröffentlichung: 1993 Format: CD                              |
| 1993                          | The Best of Manfred Mann EMI 528496-2                                                                        | — | — | — | — | — | Erstveröffentlichung: 1993 Format: CD                              |
| 1997                          | The Very Best of Manfred Mann EMI MFP 6381                                                                   | — | — | — | — | — | Erstveröffentlichung: 13. Oktober 1997 Format: CD                  |
| 1997                          | The Very Best of the Fontana Years Karussell / Mercury 552 375-2                                             | — | — | — | — | — | Erstveröffentlichung: 1997 Format: CD                              |
| 2003                          | The Complete Greatest Hits of Manfred Mann 1963–2003 Cohesion MANFRED1DE                                     | DE43 (6 Wo.)DE | AT18 (8 Wo.)AT | CH96 (2 Wo.)CH | — | — | Erstveröffentlichung: 3. März 2003 Format: 2 CD                    |
| 2003                          | A’s B’s & EP’s EMI 583112-2                                                                                  | — | — | — | — | — | Erstveröffentlichung: 2003 Format: CD                              |
| 2003                          | The Evolution of Manfred Mann Cohesion MANFRED1                                                              | — | — | — | — | — | Erstveröffentlichung: 2003 Format: 2 CD + DVD                      |
| 2006                          | World of Mann (The Very Best of Manfred Mann & Manfred Mann’s Earth Band) Universal Music TV 9839162         | — | — | — | UK24 (3 Wo.)UK | — | Erstveröffentlichung: 2006 Format: CD                              |
| 2015                          | The Greatest Hits & More Rhino 8343202                                                                       | — | — | — | UK62 (1 Wo.)UK | — | Erstveröffentlichung: 25. September 2015 Format: CD                |
| 2021                          | 5-4-3-2-1 The Greatest Hits Decca 5395275                                                                    | — | — | — | UK99 (1 Wo.)UK | — | Erstveröffentlichung: 8. Oktober 2021 Format: CD                   |
| als Manfred Mann’s Earth Band | | | | | | |                                                                    |
|                               | | | | | | |                                                                    |
| 1977                          | 1971–1973 Vertigo 9199107                                                                                    | — | — | — | — | — | Erstveröffentlichung: Juli 1977 Format: LP, MC                     |
| 1990                          | 20 Years of Manfred Mann’s Earth Band 1971-1991 Cohesion BOMME 1 CD                                          | — | — | — | — | — | Erstveröffentlichung: 12. November 1990 Format: LP, MC, CD         |
| 1991                          | Questions – Earth, The Circle Part 1, 2 Süd-Korea Han So Ri Records HSR 9040 Della Records DL 7744           | — | — | — | — | — | Erstveröffentlichung: 1991 Format: LP                              |
| 1991                          | The World Of Manfred Mann’s Earth Band – The Road To Babylon Shilla Records / Capuz Music Süd-Korea SCL 1018 | — | — | — | — | — | Erstveröffentlichung: 10. Dezember 1991 Format: LP                 |
| 1992                          | Spotlight: 1971–1991 Cohesion COMME-CD13                                                                     | — | — | — | — | — | Erstveröffentlichung: 1992 Format: CD                              |
| 1992                          | Blinded by the Light: The Very Best of Manfred Mann’s Earth Band Arcade MC: 8900004, CD: 8900003             | DE10 Gold · (21 Wo.)DE | — | CH15 (10 Wo.)CH | UK69 (1 Wo.)UK | — | Erstveröffentlichung: 1992 Format: MC, CD                          |
| 1993                          | The Very Best of Manfred Mann’s Earth Band Vol. 1 & 2 Arcade 8800184                                         | — | — | — | — | — | Erstveröffentlichung: 1993 Format: 2 CD                            |
| 1996                          | The Best Of Manfred Mann’s Earth Band Warner Archives 9 46232-2                                              | — | — | — | — | — | Erstveröffentlichung: 1996 Format: CD                              |
| 1999                          | The Best of Manfred Mann’s Earth Band Re-Mastered Cohesion MANN018                                           | DE82 (1 Wo.)DE | — | — | — | — | Erstveröffentlichung: 4. Oktober 1999 Format: CD                   |
| 2000                          | Blindin’ – A Stunning Collection Of Powerful Rock Masterpieces 1973–1982 Cohesion MANN019                    | — | — | — | — | — | Erstveröffentlichung: 2000 Format: CD                              |
| 2001                          | The Best of Manfred Mann’s Earth Band Re-Mastered Volume II Cohesion MANN020                                 | — | — | — | — | — | Erstveröffentlichung: 2001 Format: CD                              |
| 2006                          | World of Mann (The Very Best of Manfred Mann & Manfred Mann’s Earth Band) Universal Music TV 9839162         | — | — | — | UK24 (3 Wo.)UK | — | Erstveröffentlichung: 2006 Format: CD                              |
| 2007                          | Blinded By The Light & Other Hits Flashback Records R2 74820                                                 | — | — | — | — | — | Erstveröffentlichung: 2007 Format: CD                              |
| 2021                          | Mannthology Creature OLOGYCDBOOK1                                                                            | DE21 (1 Wo.)DE | — | — | — | — | Erstveröffentlichung: 18. Juni 2021 Format: Box mit 4 CD und 2 DVD |
| 2023                          | 2000 Concerts… And Counting Creature MMEBTOURLP                                                              | — | — | — | — | — | Erstveröffentlichung: 29. September 2023 Format: CD, LP            |

grau schraffiert: keine Chartdaten aus diesem Jahr verfügbar

### Soundtracks
| Jahr             | Titel Musiklabel Katalog-Nr.                       | Höchstplatzierung, Gesamtwochen, AuszeichnungChartplatzierungen (Jahr, Titel, Musiklabel Katalog-Nr., Platzierungen, Wochen, Auszeichnungen, Anmerkungen) | Höchstplatzierung, Gesamtwochen, AuszeichnungChartplatzierungen (Jahr, Titel, Musiklabel Katalog-Nr., Platzierungen, Wochen, Auszeichnungen, Anmerkungen) | Höchstplatzierung, Gesamtwochen, AuszeichnungChartplatzierungen (Jahr, Titel, Musiklabel Katalog-Nr., Platzierungen, Wochen, Auszeichnungen, Anmerkungen) | Höchstplatzierung, Gesamtwochen, AuszeichnungChartplatzierungen (Jahr, Titel, Musiklabel Katalog-Nr., Platzierungen, Wochen, Auszeichnungen, Anmerkungen) | Höchstplatzierung, Gesamtwochen, AuszeichnungChartplatzierungen (Jahr, Titel, Musiklabel Katalog-Nr., Platzierungen, Wochen, Auszeichnungen, Anmerkungen) | Anmerkungen                                                                               |
| Jahr             | Titel Musiklabel Katalog-Nr.                       | DE | AT | CH | UK | US | Anmerkungen                                                                               |
| ---------------- | -------------------------------------------------- | --- | --- | --- | --- | --- | ----------------------------------------------------------------------------------------- |
| als Manfred Mann |                                                    | | | | | |                                                                                           |
|                  |                                                    | | | | | |                                                                                           |
| 1968             | Up the Junction Fontana STL5460 / Mercury SR-61159 | — | — | — | — | — | Erstveröffentlichung: 23. Februar 1968 Soundtrack zum Film Up the Junction Format: LP, CD |

grau schraffiert: keine Chartdaten aus diesem Jahr verfügbar

## Singles

### Als Leadmusiker
| Jahr                           | Titel Album oder Musiklabel Katalog-Nr.                                               | Höchstplatzierung, Gesamtwochen/‑monate, AuszeichnungChartplatzierungen (Jahr, Titel, Album oder Musiklabel Katalog-Nr., Platzierungen, Wochen/Monate, Auszeichnungen, Anmerkungen) | Höchstplatzierung, Gesamtwochen/‑monate, AuszeichnungChartplatzierungen (Jahr, Titel, Album oder Musiklabel Katalog-Nr., Platzierungen, Wochen/Monate, Auszeichnungen, Anmerkungen) | Höchstplatzierung, Gesamtwochen/‑monate, AuszeichnungChartplatzierungen (Jahr, Titel, Album oder Musiklabel Katalog-Nr., Platzierungen, Wochen/Monate, Auszeichnungen, Anmerkungen) | Höchstplatzierung, Gesamtwochen/‑monate, AuszeichnungChartplatzierungen (Jahr, Titel, Album oder Musiklabel Katalog-Nr., Platzierungen, Wochen/Monate, Auszeichnungen, Anmerkungen) | Höchstplatzierung, Gesamtwochen/‑monate, AuszeichnungChartplatzierungen (Jahr, Titel, Album oder Musiklabel Katalog-Nr., Platzierungen, Wochen/Monate, Auszeichnungen, Anmerkungen) | Anmerkungen |
| Jahr                           | Titel Album oder Musiklabel Katalog-Nr.                                               | DE | AT | CH | UK | US | Anmerkungen |
| ------------------------------ | ------------------------------------------------------------------------------------- | --- | --- | --- | --- | --- | --- |
| als Manfred Mann               |                                                                                       | | | | | | |
|                                |                                                                                       | | | | | | |
| 1963                           | Why Should We Not? Manfred Mann’s Cock-a-Hoop                                         | — | — | — | — | — | Erstveröffentlichung: 26. Juli 1963 Format: Single                                                                                     |
| 1963                           | Cock-A-Hoop Manfred Mann’s Cock-a-Hoop                                                | — | — | — | — | — | Erstveröffentlichung: Oktober 1963 Format: Single/EP-Single                                                                            |
| 1964                           | 5-4-3-2-1 Manfred Mann’s Cock-a-Hoop                                                  | — | — | — | UK5 (13 Wo.)UK | — | Erstveröffentlichung: 25. Januar 1964 Format: Single                                                                                   |
| 1964                           | Hubble Bubble (Toil and Trouble) The Five Faces of Manfred Mann (US)                  | — | — | — | UK11 (8 Wo.)UK | — | Erstveröffentlichung: März 1964 Format: Single                                                                                         |
| 1964                           | Blue Brave Prestige 45-314                                                            | — | — | — | — | — | Erstveröffentlichung: 8. Juni 1964 Format: Single                                                                                      |
| 1964                           | Do Wah Diddy Diddy Groovin’ with Manfred Mann                                         | DE4 (5 Mt.)DE | — | — | UK1 (14 Wo.)UK | US1 (13 Wo.)US | Erstveröffentlichung: 18. Juli 1964 Format: Single                                                                                     |
| 1964                           | Sha La La The Five Faces of Manfred Mann (US)                                         | DE38 (1½ Mt.)DE | — | — | UK3 (12 Wo.)UK | US12 (12 Wo.)US | Erstveröffentlichung: 17. Oktober 1964 Format: Single                                                                                  |
| 1964                           | Groovin’ with Manfred Mann HMV 7EG 8876                                               | — | — | — | — | — | Erstveröffentlichung: 6. November 1964 Format: EP-Single                                                                               |
| 1965                           | Come Tomorrow The Five Faces of Manfred Mann (US)                                     | — | — | — | UK4 (9 Wo.)UK | US50 (6 Wo.)US | Erstveröffentlichung: 16. Januar 1965 Format: Single                                                                                   |
| 1965                           | Sie (She) Electrola E 22 892                                                          | — | — | — | — | — | Erstveröffentlichung: Februar 1965 Format: Single                                                                                      |
| 1965                           | Oh No, Not My Baby HMV POP 1413                                                       | — | — | — | UK11 (10 Wo.)UK | — | Erstveröffentlichung: 17. April 1965 Format: Single                                                                                    |
| 1965                           | The One In The Middle HMV 7EG 8908                                                    | — | — | — | — | — | Erstveröffentlichung: Juni 1965 Format: EP-Single                                                                                      |
| 1965                           | If You Gotta Go, Go Now Ascot AS 2194                                                 | — | — | — | UK2 (12 Wo.)UK | — | Erstveröffentlichung: 19. September 1965 Format: Single                                                                                |
| 1965                           | My Little Red Book (All I Do Is Talk About You) What’s New Pussycat? (Soundtrack)     | — | — | — | — | — | Erstveröffentlichung: September 1965 Format: Single                                                                                    |
| 1965                           | There’s No Living Without Loving HMV 7EH 8922                                         | — | — | — | — | — | Erstveröffentlichung: September 1965 Format: EP-Single                                                                                 |
| 1965                           | Hi Lili, Hi Lo HMV E 23 291                                                           | — | — | — | — | — | Erstveröffentlichung: November 1965 Format: Single                                                                                     |
| 1966                           | She Needs Company Ascot AS 2210 / Electrola E 23 559                                  | — | — | — | — | — | Erstveröffentlichung: 28. Februar 1966 Format: Single                                                                                  |
| 1966                           | Pretty Flamingo HMV POP 1523                                                          | DE12 (1½ Mt.)DE | — | — | UK1 (12 Wo.)UK | US29 (8 Wo.)US | Erstveröffentlichung: 23. April 1966 Format: Single/EP-Single                                                                          |
| 1966                           | Machines HMV 7EG 8942                                                                 | — | — | — | — | — | Erstveröffentlichung: 29. April 1966 Format: EP-Single                                                                                 |
| 1966                           | Instrumental Asylum HMV 7EG 8949                                                      | — | — | — | — | — | Erstveröffentlichung: 17. Juni 1966 Format: EP-Single                                                                                  |
| 1966                           | You Gave Me Somebody to Love Electrola E 23 249 / HMV POP 1541                        | — | — | — | UK36 (4 Wo.)UK | — | Erstveröffentlichung: 9. Juli 1966 Format: Single                                                                                      |
| 1966                           | Just Like a Woman As Is                                                               | — | — | — | UK10 (10 Wo.)UK | — | Erstveröffentlichung: 6. August 1966 Format: Single                                                                                    |
| 1966                           | When Will I Be Loved UA UA 50066                                                      | — | — | — | — | — | Erstveröffentlichung: 17. August 1966 Format: Single                                                                                   |
| 1966                           | As Was HMV 7EG 8962                                                                   | — | — | — | — | — | Erstveröffentlichung: 21. Oktober 1966 Format: EP-Single                                                                               |
| 1966                           | Semi-Detached, Suburban Mr. James Fontana TF 757 / 267 640 TF                         | DE16 (2½ Mt.)DE | — | — | UK2 (12 Wo.)UK | — | Erstveröffentlichung: 29. Oktober 1966 Format: Single                                                                                  |
| 1966                           | Instrumental Assassination Fontana TE17483 / 465 340 TE                               | — | — | — | — | — | Erstveröffentlichung: 2. Dezember 1966 Format: EP-Single                                                                               |
| 1967                           | You’re My Girl Fontana Schweden 271 266 TF                                            | — | — | — | — | — | Erstveröffentlichung: Januar 1967 Format: Single                                                                                       |
| 1967                           | I Can’t Believe What I Say Electrola E 23 428                                         | — | — | — | — | — | Erstveröffentlichung: Februar 1967 Format: Single                                                                                      |
| 1967                           | Ha! Ha! Said the Clown Mighty Garvey!                                                 | DE1 (4½ Mt.)DE | AT1 (3 Mt.)AT | — | UK4 (11 Wo.)UK | — | Erstveröffentlichung: 1. April 1967 Format: Single                                                                                     |
| 1967                           | Sweet Pea Fontana TF 828 / 267 716 TF                                                 | — | — | — | UK36 (4 Wo.)UK | — | Erstveröffentlichung: 27. Mai 1967 Format: Single                                                                                      |
| 1967                           | So Long, Dad Fontana TF 862 / 267 753 TF                                              | — | — | — | — | — | Erstveröffentlichung: 25. August 1967 Format: Single                                                                                   |
| 1967                           | Trouble And Tea Fontana Jugoslawien EP 53256 F                                        | — | — | — | — | — | Erstveröffentlichung: 1967 Format: EP-Single                                                                                           |
| 1968                           | Mighty Quinn (Quinn the Eskimo) Mighty Garvey!                                        | DE1 (4 Mt.)DE | AT4 (4 Mt.)AT | CH2 (11 Wo.)CH | UK1 (11 Wo.)UK | US10 (11 Wo.)US | Erstveröffentlichung: 27. Januar 1968 Format: Single                                                                                   |
| 1968                           | Up The Junction                                                                       | — | — | — | — | — | Erstveröffentlichung: 1. April 1968 Format: Single                                                                                     |
| 1968                           | My Name is Jack Fontana TF 833 / 267 851 TF                                           | DE7 (2 Mt.)DE | AT1 (3 Mt.)AT | — | UK8 (11 Wo.)UK | — | Erstveröffentlichung: 15. Juni 1968 Format: Single                                                                                     |
| 1968                           | Fox on the Run Fontana TF 985 / 267 906 TF                                            | DE7 (3 Mt.)DE | AT13 (2 Mt.)AT | — | UK5 (12 Wo.)UK | US97 (2 Wo.)US | Erstveröffentlichung: 29. November 1968 Format: Single                                                                                 |
| 1969                           | Ragamuffin Man Fontana TF 1017 / 267 934 TF                                           | DE19 (2 Mt.)DE | AT11 (1 Mt.)AT | — | UK8 (11 Wo.)UK | — | Erstveröffentlichung: 3. Mai 1969 Format: Single                                                                                       |
| als Manfred Mann And Mike Hugg |                                                                                       | | | | | | |
|                                |                                                                                       | | | | | | |
| 1969                           | The Michelin Theme (Go Radial, Go Michelin) ohne MIC 1                                | — | — | — | — | — | Erstveröffentlichung: 15. August 1969 Format: Single                                                                                   |
| 1971                           | The „Ski-Full-Of-Fitness“ Theme Ski SKI 01                                            | — | — | — | — | — | Erstveröffentlichung: 18. Januar 1971 Format: Promo-Single                                                                             |
| als Manfred Mann Chapter Three |                                                                                       | | | | | | |
|                                |                                                                                       | | | | | | |
| 1970                           | Happy Being Me Manfred Mann Chapter Three Vol. 2                                      | — | — | — | — | — | Erstveröffentlichung: 28. August 1970 Format: Single                                                                                   |
| 1971                           | Virginia Manfred Mann Chapter Three Vol. 2                                            | — | — | — | — | — | Erstveröffentlichung: Februar 1971 Format: Single                                                                                      |
| als Manfred Mann’s Earth Band  |                                                                                       | | | | | | |
|                                |                                                                                       | | | | | | |
| 1971                           | Living Without You Manfred Mann’s Earth Band                                          | — | — | — | — | US69 (7 Wo.)US | Erstveröffentlichung: 25. Juni 1971 Format: Single                                                                                     |
| 1971                           | Mrs. Henry Manfred Mann’s Earth Band                                                  | — | — | — | — | — | Erstveröffentlichung: 10. September 1971 Format: Single                                                                                |
| 1972                           | I’m Up And I’m Leaving Manfred Mann’s Earth Band                                      | — | — | — | — | — | Erstveröffentlichung: 1972 Format: Single                                                                                              |
| 1972                           | California Coastline Manfred Mann’s Earth Band                                        | — | — | — | — | — | Erstveröffentlichung: 1972 Format: Single                                                                                              |
| 1972                           | Meat Glorified Magnified                                                              | — | — | — | — | — | Erstveröffentlichung: 10. November 1972 Format: Single                                                                                 |
| 1973                           | It’s All Over Now Baby Blue Glorified Magnified                                       | — | — | — | — | — | Erstveröffentlichung: 24. Januar 1973 Format: Single                                                                                   |
| 1973                           | Get Your Rocks Off Messin’                                                            | — | — | — | — | — | Erstveröffentlichung: 13. April 1973 Format: Single                                                                                    |
| 1973                           | Mardi Gras Day Messin’                                                                | — | — | — | — | — | Erstveröffentlichung: 16. April 1973 Format: Single                                                                                    |
| 1973                           | Joybringer Solar Fire (Polydor Fassung)                                               | — | — | — | UK9 (10 Wo.)UK | — | Erstveröffentlichung: 10. August 1973 Format: Single                                                                                   |
| 1974                           | Father Of Day, Father Of Night Solar Fire                                             | — | — | — | — | — | Erstveröffentlichung: 15. März 1974 Format: Single                                                                                     |
| 1974                           | In The Beginning / Solar Fire / Pluto The Dog Solar Fire                              | — | — | — | — | — | Erstveröffentlichung: 1974 Format: Single                                                                                              |
| 1974                           | Be Not Too Hard The Good Earth                                                        | — | — | — | — | — | Erstveröffentlichung: 1. November 1974 Format: Single                                                                                  |
| 1975                           | Spirits in the Night Nightingales & Bombers                                           | — | — | — | — | — | Erstveröffentlichung: 25. Juli 1975 Format: Single                                                                                     |
| 1976                           | Blinded by the Light The Roaring Silence                                              | DE42 (6 Wo.)DE | — | — | UK6 Silber · (10 Wo.)UK | US1 Gold · (20 Wo.)US | Erstveröffentlichung: 6. August 1976 Format: Single                                                                                    |
| 1976                           | Questions The Roaring Silence                                                         | — | — | — | — | — | Erstveröffentlichung: 26. November 1976 Format: Single                                                                                 |
| 1976                           | The Roaring Silence (Promo Sampler) The Roaring Silence                               | — | — | — | — | — | Erstveröffentlichung: 1976 Format: Single                                                                                              |
| 1977                           | Spirits in the Night Vocals: Chris Thompson, The Roaring Silence, US-Fassung          | — | — | — | — | US40 (11 Wo.)US | Erstveröffentlichung: 10. Juni 1977 Format: Single                                                                                     |
| 1977                           | California Watch                                                                      | — | — | — | — | — | Erstveröffentlichung: 18. November 1977 Format: Single                                                                                 |
| 1978                           | Mighty Quinn (Live) Watch                                                             | DE36 (13 Wo.)DE | — | — | — | — | Erstveröffentlichung: 3. März 1978 Format: Single                                                                                      |
| 1978                           | Davy’s on the Road Again Watch                                                        | DE26 (15 Wo.)DE | — | — | UK6 Silber · (12 Wo.)UK | — | Erstveröffentlichung: 28. April 1978 Format: Single                                                                                    |
| 1979                           | You Angel You Angel Station                                                           | — | — | — | UK54 (5 Wo.)UK | US58 (7 Wo.)US | Erstveröffentlichung: 2. Februar 1979 Format: Single                                                                                   |
| 1979                           | Angels At My Gate Angel Station                                                       | — | — | — | — | — | Erstveröffentlichung: 1979 Format: Single                                                                                              |
| 1979                           | Don’t Kill It Carol Angel Station                                                     | DE23 (12 Wo.)DE | — | — | UK45 (4 Wo.)UK | — | Erstveröffentlichung: 6. August 1979 Format: Single: 100 157-100, Picture Single: BROP 77, Maxi: 600 047-213                           |
| 1980                           | Lies (Through The 80s) Chance                                                         | — | — | — | — | — | Erstveröffentlichung: 29. August 1980 Format: Single                                                                                   |
| 1981                           | For You Chance                                                                        | — | — | — | — | — | Erstveröffentlichung: 9. Januar 1981 Format: Single                                                                                    |
| 1981                           | Chance                                                                                | — | — | — | — | — | erschien als Beilage in der österreichischen Zeitschrift Rennbahn Express Erstveröffentlichung: Februar 1981 Format: Flexi-Disc-Single |
| 1981                           | I (Who Have Nothing) Bronze BRO 137 / 103 819-100                                     | DE48 (7 Wo.)DE | — | — | — | — | Erstveröffentlichung: 13. November 1981 Format: Single                                                                                 |
| 1982                           | Eyes Of Nostradamus Somewhere In Afrika                                               | — | — | — | — | — | Erstveröffentlichung: 12. März 1982 Format: Single, Maxi: BROX 141                                                                     |
| 1982                           | Redemption Song Somewhere In Afrika                                                   | — | — | — | — | — | Erstveröffentlichung: 2. Juli 1982 Format: Single                                                                                      |
| 1982                           | Tribal Statistics Somewhere In Afrika                                                 | — | — | — | — | — | Erstveröffentlichung: 12. November 1982 Format: Single                                                                                 |
| 1983                           | Demolition Man Somewhere In Afrika                                                    | — | — | — | — | — | Erstveröffentlichung: 21. Januar 1983 Format: Single/Maxi                                                                              |
| 1983                           | Third World Service Somewhere In Afrika                                               | — | — | — | — | — | Erstveröffentlichung: 1983 Format: Single                                                                                              |
| 1984                           | Runner Somewhere In Afrika (US-Fassung)                                               | — | — | — | — | US22 (15 Wo.)US | Erstveröffentlichung: 9. Januar 1984 Format: Single, Maxi: BROX 180 / ADP-9147                                                         |
| 1984                           | On Tour – Somewhere In The Land Of Wet Lips And Big Tits ExTerieur Musidiques ET 8303 | — | — | — | — | — | Erstveröffentlichung: Januar 1984 Format: Single                                                                                       |
| 1984                           | Davy’s On The Road Again (Live) Budapest                                              | — | — | — | — | — | Erstveröffentlichung: 17. Februar 1984 Format: Single, Maxi: BROX 177                                                                  |
| 1984                           | Rebel Somewhere In Afrika (US-Fassung)                                                | — | — | — | — | — | Erstveröffentlichung: 30. April 1984 Format: Single, Maxi: ADP 9202                                                                    |
| 1986                           | Who Are The Mystery Kids? (Limited Edition Tour Single) Criminal Tango                | — | — | — | — | — | Erstveröffentlichung: 1. Januar 1986 Info auf Cover: Summer Tour of Norway 1986 Format: Single                                         |
| 1986                           | Do Anything You Wanna Do Criminal Tango                                               | — | — | — | — | — | Erstveröffentlichung: 21. März 1986 Format: Single, Maxi: TENT 115 / TEN 155-12 / 907 979-213                                          |
| 1986                           | Going Underground Criminal Tango                                                      | — | — | — | — | — | Erstveröffentlichung: 13. Juni 1986 Format: Single, Maxi: TENT 121 / 608 180-213                                                       |
| 1987                           | Geronimo’s Cadillac Masque (Songs And Planets)                                        | — | — | — | — | — | Erstveröffentlichung: 21. September 1987 Format: Single, Maxi: 609 443-213                                                             |
| 1990                           | Davy’s On The Road Again 20 Years Of Manfred Mann’s Earth Band                        | — | — | — | — | — | Erstveröffentlichung: 12. November 1990 Format: Single, Maxi: COMMEST1, CD-Single: COMMESC1                                            |
| als Manfred Mann’s Plain Music |                                                                                       | | | | | | |
|                                |                                                                                       | | | | | | |
| 1991                           | Sikelele Plains Music                                                                 | — | — | — | — | — | Erstveröffentlichung: 1991 Format: Single: 1103067, CD-Single: INT 3062 8/2, CD-Maxi: INT 3062 8                                       |
| 1991                           | Medicine Song Plains Music                                                            | — | — | — | — | — | Erstveröffentlichung: 1991 Format: CD-Single                                                                                           |
| als Manfred Mann’s Earth Band  |                                                                                       | | | | | | |
|                                |                                                                                       | | | | | | |
| 1992                           | Blinded By The Light Blinded By The Light: The Very Best Of Manfred Mann’s Earth Band | — | — | — | — | — | Erstveröffentlichung: 1992 Format: Single                                                                                              |
| 1996                           | Nothing Ever Happens Soft Vengeance                                                   | DE97 (1 Wo.)DE | — | — | — | — | Erstveröffentlichung: 20. Juli 1996 Format: CD-Single                                                                                  |
| 1996                           | Tumbling Ball Soft Vengeance                                                          | — | — | — | — | — | Erstveröffentlichung: 1996 Format: CD-Single                                                                                           |
| 1996                           | Pleasure And Pain Soft Vengeance                                                      | — | — | — | — | — | Erstveröffentlichung: 1996 Format: CD-Single                                                                                           |
| 1998                           | The Mighty Quinn Mann Alive                                                           | — | — | — | — | — | Erstveröffentlichung: Juli 1998 Format: CD-Single                                                                                      |
| als Manfred Mann ’06           |                                                                                       | | | | | | |
|                                |                                                                                       | | | | | | |
| 2004                           | Demons And Dragons 2006                                                               | — | — | — | — | — | mit Thomas D Erstveröffentlichung: 2004 Format: CD-Single                                                                              |
| als Manfred Mann               |                                                                                       | | | | | | |
|                                |                                                                                       | | | | | | |
| 2011                           | Boots [2014: Lone Arranger (Deluxe Edition)]                                          | — | — | — | — | — | Erstveröffentlichung: 20. April 2011 Format: Download-Single                                                                           |
| 2014                           | Footprints (En Aranjuez Con Tu Amor) Lone Arranger                                    | — | — | — | — | — | Erstveröffentlichung: 5. September 2014 Format: Download-Single                                                                        |

grau schraffiert: keine Chartdaten aus diesem Jahr verfügbar

### Als Gastmusiker
| Jahr | Titel Album                     | Höchstplatzierung, Gesamtwochen, AuszeichnungChartplatzierungen (Jahr, Titel, Album, Platzierungen, Wochen, Auszeichnungen, Anmerkungen) | Höchstplatzierung, Gesamtwochen, AuszeichnungChartplatzierungen (Jahr, Titel, Album, Platzierungen, Wochen, Auszeichnungen, Anmerkungen) | Höchstplatzierung, Gesamtwochen, AuszeichnungChartplatzierungen (Jahr, Titel, Album, Platzierungen, Wochen, Auszeichnungen, Anmerkungen) | Höchstplatzierung, Gesamtwochen, AuszeichnungChartplatzierungen (Jahr, Titel, Album, Platzierungen, Wochen, Auszeichnungen, Anmerkungen) | Höchstplatzierung, Gesamtwochen, AuszeichnungChartplatzierungen (Jahr, Titel, Album, Platzierungen, Wochen, Auszeichnungen, Anmerkungen) | Anmerkungen |
| Jahr | Titel Album                     | DE | AT | CH | UK | US | Anmerkungen |
| ---- | ------------------------------- | --- | --- | --- | --- | --- | --- |
| 2002 | Blinded by the Light –          | — | — | — | — | — | Erstveröffentlichung: 2002 Funkstar De Luxe feat. Manfred Mann’s Earth Band Format: Maxi/CD-Single/CD-Maxi           |
| 2005 | For You The Disco Boys Volume 7 | DE17 ×3Dreifachgold · (94 Wo.)DE | AT45 (4 Wo.)AT | — | — | — | Erstveröffentlichung: 14. Februar 2005 The Disco Boys feat. Manfred Mann’s Earth Band Format: Maxi/CD-Single/CD-Maxi |
| 2007 | Blinded by the Light My Mind    | DE12 Gold · (20 Wo.)DE | AT51 (10 Wo.)AT | — | — | — | Erstveröffentlichung: 20. April 2007 Michael Mind feat. Manfred Mann’s Earth Band Format: Maxi/CD-Single/CD-Maxi     |
| 2014 | Tripi –                         | — | — | — | — | — | Erstveröffentlichung: 26. Mai 2014 Sharam feat. Manfred Mann’s Earth Band Format: Maxi                               |

## Videoalben
| Jahr | Titel                            | Anmerkungen                                                                                 |
| ---- | -------------------------------- | ------------------------------------------------------------------------------------------- |
| 2003 | The Evolution Of Manfred Mann    | Erstveröffentlichung: 2003 Musiklabel: Cohesion Format: DVD                                 |
| 2004 | Angel Station in Moscow          | Erstveröffentlichung: 30. Juni 2004 Musiklabel: Cohesion (MANNDVD1) Format: DVD             |
| 2006 | Unearthed: The Best of 1973–2005 | Erstveröffentlichung: 11. Dezember 2006 Musiklabel: Cohesion (MANNDVD2) Format: DVD         |
| 2007 | Budapest Live                    | Erstveröffentlichung: September 2007 Musiklabel: Cohesion (MANNDVD3) Format: DVD            |
| 2008 | Watch the DVD                    | Erstveröffentlichung: 3. November 2008 Musiklabel: Cohesion (MANNDVD4) Format: DVD          |
| 2009 | Then And Now                     | Erstveröffentlichung: Dezember 2009 Musiklabel: Cohesion (MANNDVD5) Format: DVD             |
| 2020 | The DVD Collection               | Erstveröffentlichung: November 2020 Musiklabel: Creature Music (MANNDVDBOX 1) Format: 5 DVD |

## Statistik

### Chartauswertung
|                     | DE     | AT    | CH    | UK     | US     |
| ------------------- | ------ | ----- | ----- | ------ | ------ |
| Nummer-eins-Alben   | DE—DE  | AT—AT | CH—CH | UK—UK  | US—US  |
| Top-10-Alben        | DE4DE  | AT2AT | CH1CH | UK4UK  | US1US  |
| Alben in den Charts | DE14DE | AT6AT | CH4CH | UK16UK | US13US |

|                       | DE     | AT    | CH    | UK     | US     |
| --------------------- | ------ | ----- | ----- | ------ | ------ |
| Nummer-eins-Singles   | DE2DE  | AT2AT | CH—CH | UK3UK  | US2US  |
| Top-10-Singles        | DE5DE  | AT3AT | CH1CH | UK16UK | US3US  |
| Singles in den Charts | DE17DE | AT7AT | CH1CH | UK22UK | US11US |

### Auszeichnungen für Musikverkäufe
| Goldene Schallplatte - Australien - 1982: für das Album Angel Station - Niederlande - 1979: für das Album Watch | Platin-Schallplatte - Neuseeland - 2022: für die Single Blinded by the Light - Norwegen - 1994: für das Album Manfred Mann’s Earth Band |

Anmerkung: Auszeichnungen in Ländern aus den Charttabellen bzw. Chartboxen sind in ebendiesen zu finden.
| Land/RegionAuszeichnungen für Musikverkäufe (Land/Region, Auszeichnungen, Verkäufe, Quellen) | Silber     | Gold     | Platin     | Verkäufe  | Quellen                           |
| -------------------------------------------------------------------------------------------- | ---------- | -------- | ---------- | --------- | --------------------------------- |
| Australien (ARIA)                                                                            | —          | Gold1    | —          | 20.000    | Einzelnachweise                   |
| Deutschland (BVMI)                                                                           | —          | 4× Gold4 | 2× Platin2 | 1.600.000 | musikindustrie.de Einzelnachweise |
| Neuseeland (RMNZ)                                                                            | —          | —        | Platin1    | 30.000    | radioscope.co.nz                  |
| Niederlande (NVPI)                                                                           | —          | Gold1    | —          | 50.000    | nvpi.nl                           |
| Norwegen (IFPI)                                                                              | —          | —        | Platin1    | 50.000    | ifpi.no                           |
| Vereinigte Staaten (RIAA)                                                                    | —          | 2× Gold2 | —          | 1.500.000 | riaa.com                          |
| Vereinigtes Königreich (BPI)                                                                 | 5× Silber5 | Gold1    | —          | 730.000   | bpi.co.uk                         |
| Insgesamt                                                                                    | 5× Silber5 | 9× Gold9 | 4× Platin4 |           |                                   |